# Mộng Ảo Tru Tiên
Mộng hồi Lộc Đỉnh ký (chữ Hán: 夢幻誅仙) là một trong những bộ phim điện ảnh quảng cáo Trung Quốc do hãng Thượng Hải Đường Nhân sản xuất năm 2009, với sự tham gia diễn xuất của Hồ Ca và Lưu Thi Thi. Bộ phim được sản xuất dựa trên phần game cùng tên.

## Các diễn viên chính
- Hồ Ca vai Trần Ngự Phong
- Lưu Thi Thi vai Liễu Tiêu Tiêu / Mạc Ly
- Viên Hoằng vai Thất Sát
- Đường Yên vai Hoa Lộng Ảnh
- Quách Hiểu Đình vai Lưu Ly

## Nhạc nền
- Dám yêu hay không (敢不敢爱) do Hồ Ca trình bày